# Драган Пантић Смедеревац
Драган Пантић Смедеревац (Друговац код Смедерева, 27. јун 1955) истакнути је српски певач фолк музике.

## Биографија
Драган Пантић Смедеревац рођен је 27. јуна 1955. године у селу Друговац код Смедерева. Већ у другом разреду основне школе увелико је исказивао свој таленат и афинитете према пјесмама и музици народног жанра. Пјевао је најчешће и као дијете пјесме из Квакиног репертоара. Са његовим пјесмама се огласио и први пут на јавној сцени. Случај је хтио да први озбиљан новац заради управо са Бором Спужићем Кваком у рудницима Колобаре.
Након средњег образовања Драган је завршио у Економски факултет у Суботици а радио је у трговинској фирми „Дунав“. Стални посао напушта 1984. године и посвећује се искључиво музици. На престижном фестивалу тог доба „Илиџа“ представља се пјесмом Руждије Крупе и Мише Мијатовића „Тешко нама без нас двоје“. Стиче повјерење ПГП РТБ где 1988. године и потписује са њима уговор о сарадњи.
Неоспоран музички таленат какав је Смедеревац посједовао почео се исказивати узлазном путањом на музичкој сцени. Чудно је да са 33 године креће у озбиљнији приступ музици. Сарадњу наставља са ауторима Драганом Александрићем, Предрагом Вуковићем Вукасом, Добривојем Иванковићем, Паталом, Љубом Кешељом, и Драганом Стојковићем Босанцом.
Озбиљни аутори су му правили и хит композиције, између којих су и пјесме „Отвори се земљо да пропаднем“, „Ој девојко Смедеревко“, „Не дам ово мало душе“, „Врати се девојко“. Снима синглове, опет у духу традиционалног звука и Шумадије, пјесме „Мрак, мрак помрачина“, „Дано, рано“, „Смедерево граде од старина“, „Воденица поточара“, „Мајкин син сам ја“, „Мој животе, животићу“, „Ти си књига писана за мене“... само су неке од 300 пјесама чији је творац. Пјесме које су штампале ПГП РТБ, ЗАМ, ПГП РТС.
Љубав према музици Драганов син је наслиједио од оца. Наиме, његов син Радомир, талентовани инструменталиста на хармоници и додатно музички образован, осим што снима инструментале и кола неријетко се нађе у очевој пратњи на сцени који је пјесмом обишао безброј пута Европу и цијели свијет.

## Награде и признања
- Национални естрадно-музички уметник Србије, 2019.[6]

Највећи хитови у његовој каријери су: Мој животе животићу, Имам само осам ари и Мрак, мрак помрачина.

## Албуми
- Где је она (1988)
- Важно је да сам жив (1989)
- Није лако са женама (1990)
- Борићу се ја за тебе (1991)
- Како живи (1992)
- Дете улице (1994)
- Биће боље једног дана (1996)
- Богатство је срећа (1997)
- А што пијеш кад ти пиће шкоди (1998)
- Може човек да промаши улицу и број (1999)
- Јано, јано (2000)
- Дан по дан (2001)
- Што сам реко реко (2002)
- Дај ми мајко други живот (2004)
- Мили моји у даљини (2006)
- Смедерево граде од давнина (2007)
- Стара стаза заборава (2008)
- Драган Пантић Смедеревац & Раде Петровић (2009)
- Предајем ти сине крсну славу (2011)
- Смедеревац & Највећи хитови Жилета Јовановића (2014)
- Каква је то жена (2017)

## Фестивали
- 1988. Илиџа - Однела си део мог живота
- 1989. Шумадијски сабор - Ја се кунем, драга не верује
- 1989. Хит парада - Важно је да сам жив
- 1990. Шумадијски сабор - Коме чуваш ту лепоту
- 1992. Шумадијски сабор - Заљубљеник
- 1992. Хит парада - Дано, рано
- 1993. Шумадијски сабор - Дај ми усне
- 1994. Шумадијски сабор - Много ми је тешко
- 1994. Моравски бисери - Шумадијо, узданице мила
- 1995. Моравски бисери - Стара кућа
- 2002. Бања Лука - Дрина Србе раздвајати неће (Вече народне музике), прва награда публике